# Фрозіноне (провінція)
Провінція Фрозіноне (італ. Provincia di Frosinone) — провінція в Італії, у регіоні Лаціо. 
Площа провінції — 3 244 км², населення — 497 524 осіб.
Столицею провінції є місто Фрозіноне.

## Географія
Межує на півночі з регіоном Абруццо (провінцією Л'Аквіла), на сході з регіоном Молізе (провінцією Ізернія), на південному сході з регіоном Кампанія (провінцією Казерта), на півдні з провінцією Латіна і на заході з провінцією Рим.

## Основні муніципалітети
Найбільші за кількістю мешканців муніципалітети (ISTAT):
| Герб | Муніципалітет | Населення (осіб) | Площа (км²) |
| ---- | ------------- | ---------------- | ----------- |
|      | Фрозіноне     | 48.621           | 47 км²      |
|      | Кассіно       | 32.617           | 82 км²      |
|      | Алатрі        | 28.192           | 92 км²      |
|      | Сора          | 26.430           | 71 км²      |
|      | Чеккано       | 22.616           | 60 км²      |
|      | Ананьї        | 21.348           | 113 км²     |
|      | Ферентіно     | 20.654           | 80 км²      |
|      | Веролі        | 20.375           | 120 км²     |

## Клімат
| FROSINONE                 | Місяці | Місяці | Місяці | Місяці | Місяці | Місяці | Місяці | Місяці | Місяці | Місяці | Місяці | Місяці | Пора  | Пора  | Пора  | Пора  | Рік    |
| FROSINONE                 | Січ    | Лют    | Бер    | Кві    | Тра    | Чер    | Лип    | Сер    | Вер    | Жов    | Лис    | Гру    | Зим   | Вес   | Літ   | Осі   | Рік    |
| ------------------------- | ------ | ------ | ------ | ------ | ------ | ------ | ------ | ------ | ------ | ------ | ------ | ------ | ----- | ----- | ----- | ----- | ------ |
| Темп. макс. (°C)          | 10.6   | 12.1   | 14.7   | 17.9   | 22.6   | 26.6   | 30.3   | 30.2   | 26.5   | 21.2   | 15.3   | 11.5   | 11.4  | 18.4  | 29    | 21    | 20     |
| Темп. мін. (°C)           | 0.5    | 1.7    | 3.7    | 6.1    | 9.8    | 13.2   | 15.8   | 16.0   | 13.4   | 9.2    | 5.0    | 1.8    | 1.3   | 6.5   | 15    | 9.2   | 8      |
| Опади (мм)                | 132.6  | 128.2  | 100.2  | 98.9   | 68.5   | 50.6   | 39.9   | 65.3   | 95.2   | 141.7  | 202.2  | 175.4  | 436.2 | 267.6 | 155.8 | 439.1 | 1298.7 |
| Дні опадів (≥ 1 мм)       | 9      | 9      | 10     | 11     | 8      | 7      | 4      | 6      | 7      | 8      | 11     | 11     | 29    | 29    | 17    | 26    | 101    |
| Морозні дні (Tmin ≤ 0 °C) | 15     | 10     | 5      | 1      | 0      | 0      | 0      | 0      | 0      | 0      | 4      | 12     | 37    | 6     | 0     | 4     | 47     |
| Вологість повітря (%)     | 77     | 74     | 70     | 71     | 72     | 70     | 68     | 68     | 71     | 75     | 79     | 78     | 76.3  | 71    | 68.7  | 75    | 72.8   |